# Dave (rappeur)
Pour les articles homonymes, voir Dave.
Dave ou Santan Dave, de son vrai nom David Orobosa Omoregie, né le 5 juin 1998 à Brixton (Royaume-Uni), est un rappeur, chanteur, auteur-compositeur et acteur britannique.
Le 30 septembre 2016, alors âgé seulement de 18 ans, Dave sort son premier EP intitulé Six Paths. Son deuxième EP, appelé Game Over, sort quant à lui un an plus tard le 3 novembre 2017. Son premier album studio, Psychodrama, sort le 8 mars 2019 sur le label Neighbourhood Recordings. Le 23 juillet 2021, Dave sort son deuxième album studio intitulé We're All Alone In This Together avec la même maison de disques. Il fait ses débuts en tant qu'acteur avec la série Top Boy sortie le 13 septembre 2019 sur Netflix.

## Biographie

### Jeunesse
Né le 5 juin 1998 dans le quartier de Brixton, situé dans le sud de Londres, au Royaume-Uni, David Orobosa Omoregie est élevé dans le quartier de Streatham. Cadet d'une famille de trois garçons, ses parents sont originaires du Nigeria. Son père, Frank Omoregie, est pasteur et sa mère, Juliet Doris Omoregie, est infirmière. Le père de Dave fut expulsé vers le Nigeria alors qu'il n'avait que quelques mois. Juliet est alors autorisée à rester pour élever ses fils.
Dès son plus jeune âge, à Streatham, il commence à composer de la musique en écrivant régulièrement des paroles avant de se lancer dans la production après que sa mère lui a offert un piano à l'âge de 14 ans. Alors âgé de seulement 18 ans, son frère aîné, Christopher Omoregie, est condamné à perpétuité pour le meurtre d'un adolescent de 15 ans, Sofyen Belamouadden. Le meurtre ayant eu lieu dans la célèbre gare de Londres-Victoria, l'affaire avait alors profondément marqué les esprits en Angleterre. Son autre grand frère, Benjamin, fut également incarcéré pendant quatre années pour complot en vue d'escroquer.
Dave fréquente la St Mark's Academy, une école de l'Église d'Angleterre, située dans le quartier de Eastfields entre Mitcham et Streatham. Plus tard, il va au Richmond upon Thames College situé dans la ville de Twickenham, où il étudie le droit, la philosophie et l'éthique tout en complétant un module supplémentaire en design sonore et politique. Accepté à l'université De Montfort de Leicester, il décide d'y étudier de nouveau le droit. Il n'a cependant jamais assisté aux cours, choisissant plutôt de se concentrer sur sa carrière musicale. Dave est également un fervent supporter de Manchester United, un club de football évoluant en Premier League.

### Carrière musicale

#### Début de carrière etSix Paths(2015-2017)
En mai 2015, Dave fait ses débuts sur une plate-forme nommée BL@CKBOX. Sur la plate-forme de musique Mixtape Madness, il sort un single intitulé Mid Summer Night avec seulement de l'audio. En septembre 2015, il passe par Street Starz TV, une chaîne YouTube spécialisé dans le rap freestyle. Dave joue sa première « Warm Up Session » sur SB.TV avec 1138 DripSquad en novembre 2015,. En mars 2016, sur la station de radio BBC Radio 1Xtra et alors âgé de 17 ans, Dave sort un « freestyle segment » sur le morceau Fire in the Booth du disc jockey britannique Charlie Sloth. En août 2016, aux côtés du rappeur britannique AJ Tracey, il fait ses débuts au festival du Bestival sur leur morceau Thiago Silva sur la scène Eskimo Dance. Le titre de la chanson fait référence au footballeur brésilien Thiago Silva. Il a également fait une performance dans le cadre de la tournée Red Bull Music Academy UK en octobre 2016.
Le 30 septembre 2016, après avoir sorti plusieurs singles sans faire d'album, Dave sort son premier EP intitulé Six Paths. Composé de 6 morceaux pour une durée totale de 28 minutes, l'EP est produit par Dave, Fraser T. Smith et 169. Il arrive à la 76e place du classement UK Albums Chart. En octobre 2016, le rappeur canadien Drake créé un remix du morceau Wanna Know de Dave et le fait passer sur la radio du label OVO Sound,,. Le morceau commence à la 72e place du Official Singles Chart puis monte jusqu'à la 51e place devenant ainsi la première entrée de Dave dans un classement musical.

#### Game OveretPsychodrama(2017-2020)
Le 9 octobre 2017, Dave annonce son deuxième EP appelé Game Over, parallèlement à l'annonce de sa tournée pour accompagner le projet. L'EP sort quant à lui un mois plus tard le 3 novembre 2017. Il est composé de 7 morceaux pour une durée totale de 37 minutes. L'EP fait ses débuts à la 13e place du UK Albums Chart et le morceau No Words en featuring avec le rappeur britannique Mostack commence à la 18e pour arriver quelque temps plus tard à la 17e place le 11 janvier 2018. Le 29 novembre 2017, Dave remporte son premier MOBO Award pour le Best Newcomer Act. Cette cérémonie récompense des artistes de n'importe quelle origine ou nationalité qui jouent de la musique d'origine noire. En mai 2018, le morceau de Dave intitulé Question Time remporte le prix de la Meilleure chanson contemporaine lors de la cérémonie des Ivor Novello Awards qui se déroule à Londres.
Le 4 octobre 2018, après une interruption de sept mois, Dave sort le morceau Funky Friday en featuring avec le rappeur britannique Fredo. Le titre se place à la 1re position au Royaume-Uni. Ce n'est qu'alors le troisième morceau à le faire en 2018. Cet exploit signifie également que Dave obtient son premier single numéro un, ainsi que son premier single dans le Top 10. Après avoir fait des allusions lors de plusieurs interviews avec la BBC Radio 1, son premier album studio appelé Psychodrama sort le 8 mars 2019. Il est composé de 11 morceaux pour une durée totale de 51 minutes. Psychodrama fait ses débuts à la 1re position au Royaume-Uni, vendant 26 390 exemplaires lors de la première semaine. 79 % de ses chiffres sont générés par 26,3 millions de streams. L'album a eu les plus gros streams de la première semaine pour un album de rap britannique, éclipsant l'album du rappeur britannique Stormzy Gang Signs & Prayer. Psychodrama est aussi l'un des 100 albums hip-hop les mieux notés sur le site web Metacritic. Il est actuellement à la 66e place. Le 30 juin 2019, Dave fait ses débuts au Glastonbury Festival. Sur scène, il interprète les morceaux Thiago Silva avec un fan nommé Alex, Funky Friday avec Fredo et Location,,. Le 19 septembre 2019, Dave remporte le Mercury Prize 2019 pour son premier album studio Psychodrama,. Le 18 février 2020, Dave interprète le morceau Black aux Brit Awards 2020,. Lors de la cérémonie, son album Psychodrama remporte le prix de l'Album britannique de l'année. Il devance Divinely Uninspired to a Hellish Extent de Lewis Capaldi, Kiwanuka de Michael Kiwanuka, Heavy Is the Head de Stormzy et Fine Line de Harry Styles.

#### We’re All Alone In This TogetheretSplit Decision(depuis 2021)
Le 23 juillet 2021, Dave sort son deuxième album studio intitulé We're All Alone In This Together. Il est composé de 12 morceaux pour une durée totale de 60 minutes. Le single Clash en featuring avec le rappeur britannique Stormzy est sorti quant à lui le 9 juillet 2021. On retrouve sur l'album le chanteur nigérian Wizkid, Boj, la chanteuse suédoise Snoh Aalegra, le chanteur britannique James Blake et la jeune chanteuse Jorja Smith (créditée sur Survivor’s Guilt), album qui confirmera son statut dans la scène UK, ce dernier s’écoulera à 70 000 copies en première semaine et sera certifié disque d’or trois semaines après sa sortie. Marqué par des singles, comme Both Sides of A Smile et Heart Attack, très introspectif, We're All Alone In This Together sonne très mélodieux ce qui le démarque des autres artistes de sa génération.
Le 1er juin 2023, Dave sort le single Sprinter avec Central Cee. Le titre entre dans le classement avec 108 200 unités lors de sa première semaine de suivi et 13,4 millions de streams, soit la plus grande semaine de streams pour un single de rap dans l'histoire du Royaume-Uni, ainsi que le morceau de hip-hop britannique la plus streamé en une seule journée. Le titre atteint la première place des classements de singles au Royaume-Uni, marquant le troisième single numéro un de Dave après Funky Friday et Starlight, ainsi que le premier single numéro un de Central Cee. Sprinter est suivi quelques jours plus tard par un EP collaboratif intitulé Split Decision,. Il apparaît sur l'album de Giggs intitulé Zero Tolerance sur le morceau Incredible Sauce. Il est également présent sur l'album de Burna Boy intitulé I Told Them... avec le morceau Cheat On Me.
Le 25 août 2023, en collaboration avec l'artiste français Tiakola, deux morceaux intitulés Meridian et Special sortent sur les plateformes de streaming,,.

## Style musical
169 est le collaborateur et partenaire de production de Dave. Il a plusieurs crédits dans la discographie de Dave. Parallèlement au rap et à la production, Dave joue aussi du piano.

« Streatham, l'artiste de grime né dans le sud de Londres, Dave (alias Santan Dave) n'avait peut-être que 16 ans lorsqu'il est apparu sous les projecteurs du rap, mais son style lyrique conscient l'a fait sonner bien au-delà de ses années [...] peines de prison. Pour faire face au changement radical de sa vie, Dave s'est enfoncé encore plus profondément dans sa musique, l'amenant à développer une forme de jeu de mots socialement consciente qui le distingue de ses pairs. »

— Liam Martin, écrivain pour AllMusic.

## Discographie

### Albums studio
- 2019 : Psychodrama (Dave / Neighbourhood Recordings)[45]
- 2021 : We're All Alone In This Together (Dave / Neighbourhood Recordings)[46]

### EP
- 2016 : Six Paths (Auto-distribution)[47]
- 2017 : Game Over (Auto-distribution)[48]
- 2023 : Split Decision (Neighbourhood / Live Yours)[49]

## Filmographie

### Télévision
- 2019 : Top Boy de Ronan Bennett : Modie (saison 1)[50]

## Prix et nominations
- 2017 : MOBO Awards : Best Newcomer Act[51].
- 2018 : Ivor Novello Awards : Meilleure chanson contemporaine pour Question Time[52].
- 2018 : AIM Awards : Most Played New Independent Act[53].
- 2019 : GQ Men of the Year Awards : Breakthrough Music Act[54].
- 2019 : Mercury Prize : Meilleur album pour Psychodrama[30].
- 2019 : AIM Awards : Meilleur album indépendant pour Psychodrama et Meilleur morceau indépendant pour Funky Friday (en featuring avec Fredo)[55].
- 2020 : Brit Awards : Album de l'année pour Psychodrama[56].
- 2021 : MOBO Awards : Album de l'année pour We're All Alone In This Together[57].
- 2022 : Brit Awards : Best Hip Hop/Grime/Rap Act[58].